# Premis Nacionals d'Innovació i Disseny
Els Premis Nacionals d'Innovació i Disseny d'Espanya, anteriorment anomenats Premis Nacionals de Disseny van ser creats l'any 1987 i organitzats conjuntament pel Ministeri d'Indústria i la Fundació BCD (Barcelona Centre de Disseny) fins a l'any 2010, a partir del qual va incorporar-se el reconeixement a la innovació.
Els premis tenen per objectiu estendre, impulsar la cultura del disseny, promocionar el disseny sobretot en la relació entre disseny i empresa i afavorir una pedagogia de valoració i reconeixement del disseny per part de la societat.

## Premiats
Els premis distingeixen els dissenyadors pels seus mèrits i trajectòria en el disseny gràfic i la comunicació visual, el disseny de producte i el disseny de l'entorn, i les empreses en reconeixement de l'ús del disseny d'una manera exemplar en les estratègies d'innovació. A partir del 2011 es reconeix també la trajectòria innovadora, la compra pública innovadora i la internacionalització. En 2018 no es van guardonar.
| Any  | Professionals | Professionals | Empreses |
|      | Trajectòria professional | Trajectòria professional | |
| ---- | --- | --- | --- |
| 1987 | Miquel Milà i Sagnier i André Ricard Sala (ex aequo) | Miquel Milà i Sagnier i André Ricard Sala (ex aequo) | Mobilplast/Casas |
| 1988 | Òscar Tusquets Blanca i Enric Satué | Òscar Tusquets Blanca i Enric Satué | Grup Puig |
|      | Disseny industrial | Disseny gràfic | |
| 1989 | Santiago Miranda | Alberto Corazón | BD Barcelona Design |
| 1990 | Josep Lluscà Martínez | Ricard Giralt Miracle | Disform |
| 1992 | Ramón Benedito Graells | America Sanchez | Escofet 1886 |
| 1995 | Yves Zimmermann | Daniel Nebot Pérez | Vinçon |
| 1997 | Jorge Pensi Lombardo | Pepe Cruz Novillo | Punt Mobles |
| 1998 | | Pere Torrent Peret | Camper i Amat-3 |
| 1999 | Alberto Lievore | Xavier Mariscal | Santa & Cole |
| 2000 | | Mario Eskenazi | Akaba Distincions honorífiques: - DZ Centro de Diseño Industrial ‐ Escola Massana, Elisava Escola Superior de Disseny i Eina Escola de Disseny i Art ‐ Juli Capella i Quim Larrea |
| 2001 | Dani Freixes Melero | | Mobles 114 |
| 2002 | Isidro Ferrer | | Roca |
| 2003 | Antoni Arola | | Canal + |
| 2004 | Josep Pla-Narbona | Juan Gatti | Metalarte |
| 2005 | | Carlos Rolando | Nani Marquina |
| 2006 | Pepe Cortés | | Signes |
| 2007 | Pati Núñez | | Andreu World |
| 2008 | Summa | | Stua |
| 2010 | | Oscar Mariné | Kettal |
|      | Premis Nacionals d'Innovació i de Disseny | | |
| 2011 | - Trajectòria Innovadora: Enrique de Sendagorta Aramburu - Capital de Risc: Caixa Capital Risc S.A. - Compra Pública Innovadora: Autoridad Portuaria de Málaga - Internacionalització: PhamaMar S.A. - Recursos Humans Innovadors: Altrán Innovación S.L. - Professionals: Carles Riart Llop - Empreses: Cricursa S.A. i Sellex S.A. | - Trajectòria Innovadora: Enrique de Sendagorta Aramburu - Capital de Risc: Caixa Capital Risc S.A. - Compra Pública Innovadora: Autoridad Portuaria de Málaga - Internacionalització: PhamaMar S.A. - Recursos Humans Innovadors: Altrán Innovación S.L. - Professionals: Carles Riart Llop - Empreses: Cricursa S.A. i Sellex S.A. | - Trajectòria Innovadora: Enrique de Sendagorta Aramburu - Capital de Risc: Caixa Capital Risc S.A. - Compra Pública Innovadora: Autoridad Portuaria de Málaga - Internacionalització: PhamaMar S.A. - Recursos Humans Innovadors: Altrán Innovación S.L. - Professionals: Carles Riart Llop - Empreses: Cricursa S.A. i Sellex S.A. |
| 2012 | - Trajectria Innovadora: Joaquín Moya-Angeler Cabrera - Internacionalització: Mobiliario Royo S.A. - Empreses: Lékué S.L. - Professionals: Nacho Lavernia Company | - Trajectria Innovadora: Joaquín Moya-Angeler Cabrera - Internacionalització: Mobiliario Royo S.A. - Empreses: Lékué S.L. - Professionals: Nacho Lavernia Company | - Trajectria Innovadora: Joaquín Moya-Angeler Cabrera - Internacionalització: Mobiliario Royo S.A. - Empreses: Lékué S.L. - Professionals: Nacho Lavernia Company |
| 2013 | - Trajectòria Innovadora: Juan Miguel Villar Mir - Compra Pública Innovadora: Servei Gallec de Salut - Internacionalització: Ferrovial S.A. i Inoxpa S.A. - Professionals: Pablo Martín Badosa - Professionals: Enric Huguet Muixí - Empreses: Figueras International Seating S.L.                                                   | - Trajectòria Innovadora: Juan Miguel Villar Mir - Compra Pública Innovadora: Servei Gallec de Salut - Internacionalització: Ferrovial S.A. i Inoxpa S.A. - Professionals: Pablo Martín Badosa - Professionals: Enric Huguet Muixí - Empreses: Figueras International Seating S.L.                                                   | - Trajectòria Innovadora: Juan Miguel Villar Mir - Compra Pública Innovadora: Servei Gallec de Salut - Internacionalització: Ferrovial S.A. i Inoxpa S.A. - Professionals: Pablo Martín Badosa - Professionals: Enric Huguet Muixí - Empreses: Figueras International Seating S.L.                                                   |
| 2015 | - Professionals: Jaime Moreno Medina - Empreses: Marset Iluminación S.A. - Trajectòria Innovadora: Manuel Torres Martínez - Compra Pública Innovadora: Universitat de Còrdova - Internacionalització: Natura Bissé S.A. i Iberdrola S.A                                                                                              | - Professionals: Jaime Moreno Medina - Empreses: Marset Iluminación S.A. - Trajectòria Innovadora: Manuel Torres Martínez - Compra Pública Innovadora: Universitat de Còrdova - Internacionalització: Natura Bissé S.A. i Iberdrola S.A                                                                                              | - Professionals: Jaime Moreno Medina - Empreses: Marset Iluminación S.A. - Trajectòria Innovadora: Manuel Torres Martínez - Compra Pública Innovadora: Universitat de Còrdova - Internacionalització: Natura Bissé S.A. i Iberdrola S.A                                                                                              |
| 2016 | - Professionals: Mario Ruiz Rubio - Empreses: Simón SAU - Trajectòria Innovadora: Carlos Moro González - Compra Pública Innovadora: Agencia Gallega de Innovación - Internacionalització: Cosentino | - Professionals: Mario Ruiz Rubio - Empreses: Simón SAU - Trajectòria Innovadora: Carlos Moro González - Compra Pública Innovadora: Agencia Gallega de Innovación - Internacionalització: Cosentino | - Professionals: Mario Ruiz Rubio - Empreses: Simón SAU - Trajectòria Innovadora: Carlos Moro González - Compra Pública Innovadora: Agencia Gallega de Innovación - Internacionalització: Cosentino |
| 2017 | - Professionals: Manuel Estrada Pérez - Empreses: Actiu Berbegal y Formas - Trajectòria Innovadora: Antonio Muñoz Beraza - Internacionalització: Sociedad Española de Electromedicina y Calidad (SEDECAL) | - Professionals: Manuel Estrada Pérez - Empreses: Actiu Berbegal y Formas - Trajectòria Innovadora: Antonio Muñoz Beraza - Internacionalització: Sociedad Española de Electromedicina y Calidad (SEDECAL) | - Professionals: Manuel Estrada Pérez - Empreses: Actiu Berbegal y Formas - Trajectòria Innovadora: Antonio Muñoz Beraza - Internacionalització: Sociedad Española de Electromedicina y Calidad (SEDECAL) |
| 2019 | - Disseny Professionals: Marisa Gallén Jaime - Innovació Empreses: Porcelanosa Grupo AIE, Inmunotek S.L. - Disseny Empreses: Point S.L. - Trajectòria Innovadora: Ignacio Sánchez Galán - Joves dissenyadors: Silvia Fernández Palomar                                                                                               | - Disseny Professionals: Marisa Gallén Jaime - Innovació Empreses: Porcelanosa Grupo AIE, Inmunotek S.L. - Disseny Empreses: Point S.L. - Trajectòria Innovadora: Ignacio Sánchez Galán - Joves dissenyadors: Silvia Fernández Palomar                                                                                               | - Disseny Professionals: Marisa Gallén Jaime - Innovació Empreses: Porcelanosa Grupo AIE, Inmunotek S.L. - Disseny Empreses: Point S.L. - Trajectòria Innovadora: Ignacio Sánchez Galán - Joves dissenyadors: Silvia Fernández Palomar                                                                                               |